# Artik
Artik (armeniska Արթիկ) är en stad i Sjirakprovinsen i Armenien.